# Artur Marciniak
Artur Andrzej Marciniak (Poznań, 18 augustus 1987) is een Poolse profvoetballer die voor Warta Poznań speelt. Volgens de website transfermarkt.co.uk ligt zijn momentele marktwaarde op 100.000 euro (100.000 Britse pond).

## Carrière
Artur Marciniak begon zijn professionele voetbalcarrière op jonge leeftijd bij Poznaniak Poznań junior sportclub en het straatvoetbal. In 2004 stapte hij over naar Lech Poznań en speelde daar eerst als reserve. Zijn positie was aanvankelijk verdedigende middenvelder. De wedstrijd tegen Górnik Łęczna op 12 mei 2005 betekende zijn debuut in de Ekstraklasa (de hoogste voetbaldivisie in Polen). Die wedstrijd werd met 3-0 gewonnen. In het seizoen 2005/2006 speelde Marciniak in totaal 23 wedstrijden. 
De club uit Bełchatów, GKS, nam hem onder contract in 2007, in het begin als ontleende en dan als voltijdse speler. Nadat hij 160 minuten in drie wedstrijden speelde en dus de ploeg hielp de zilveren medaille in de Ekstraklasa te veroveren, sloot hij een contract af met Warta Poznań in 2009 voor bijna drie jaar. Op 11 januari 2013 ondertekende hij een driejarig contract met de Neder-Silezische club Miedź Legnica, waar hij 11 keer speelde in het seizoen 2012/2013. Sinds juli 2013 is hij alweer in Warta Poznań (in de I Liga), als centrale middenvelder naast o.a. Maciej Scherfchen en Dominik Chromiński.
Volgens Andrzej Dadełło, de eigenaar van Marciniaksvoormalige club Miedź Legnica, is "Artur Marciniak (...) een centrale middenvelder maar ook een zeer universele speler en spelmaker. Wat hij kan doen zijn zowel typisch verdedigend taken als het aannemen van initiatief en najagen van tegenstanders. Bovendien hij speelde ook meermaals en regelmatig als een flankspeler en kan dus als nodig bijna tot de aanval behoren"1.

## Het nationale elftal
Marciniak participeerde in de Europa Cup met het Poolse nationale elftal onder 19. Daarna, in 2007, nam hij samen met het U20- team deel aan het Wereldkampioenschap in Canada. Als aanvoerder heeft hij met zijn team Brazilië verslagen en werd met de tweede plaats in de groep naar de knock-outfase gepromoveerd. Daarna verloren ze tegen Argentinië dat uiteindelijk het toernooi zou winnen. In totaal heeft Marciniak 50 keer met de Poolse nationale voetbalelftallen U-19 en U-20 gespeeld.

## Privéleven
In 2013 behaalde Marciniak zijn MA-diploma in Financiën en Boekhouding aan de Wyższa Szkoła Bankowa in Poznań. Zoals hij in de pers meedeelde, ging zijn masterscriptie over "de beleggingsfondsenportefeuille volgens het Henry Markowitz-model"2. Hij spreekt vloeiend Engels en Spaans. Vaak is hij bezig met liefdadigheidsactiviteiten en promoot voetbal bij kinderen en jongeren. In 2013 bijvoorbeeld, bezocht hij de Leonardo-kleuterschool in Poznań en toonde hoe een typische dag van een voetballer en een training eruitzien. Hij nam ook deel aan het jaarlijkse liefdadigheidsvoetbaltoernooi georganiseerd door de Poma-gramy-Stichting. Zijn voetbal- en familiebijnaam is "Alu", naar verluidt uitgevonden door zijn oudere zus.